# Charles Monroe Eldridge
Charles Monroe Eldridge (?-1888), hombre de Estado Británico. S.M. Victoria I lo puso en la administración colonial del Caribe a partir de 1875, cuando pasó al nuevo continente. Sin embargo no ocupó cargo relevante hasta 1883, cuando se le designa Presidente del Gobierno colonial de San Cristóbal y Nieves, cargo que desempeñó hasta 1885, cuando pasó a gobernar las Islas de Sotavento y Antigua y Barbuda, cargo que desempeñó de manera provisional hasta que llegara el Gobernador Titular. Se mantuvo al servicio de los nuevos gobernadores durante dos años, hasta que regresó a Inglaterra en 1888.
| Predecesor: Alexander Wilson Moir    | Presidente del Gobierno Colonial de San Cristóbal y Nieves 1883-1885 | Sucesor: Francis Spencer Wigley        |
| Predecesor: Sir Charles Cameron Lees | Gobernador de Antigua y Barbuda 1885                                 | Sucesor: Jenico William Joseph Preston |

- Datos: Q5764948